# Gendai budō
Gendai budō (現代武道 (hiện đại vũ đạo)), nghĩa đen là "budo hiện đại", hoặc Shinbudō (新武道 (tân vũ đạo)), nghĩa đen là "budo mới" là hai thuật ngữ liên quan đến võ thuật Nhật Bản hiện đại, được thành lập sau cuộc Minh Trị Duy tân (1866–1869). Đối lập với các thuật ngữ này là koryū, liên quan đến các bộ môn võ thuật cổ được thành lập trước thời điểm Minh Trị Duy tân.

## Phạm vi và truyền thống

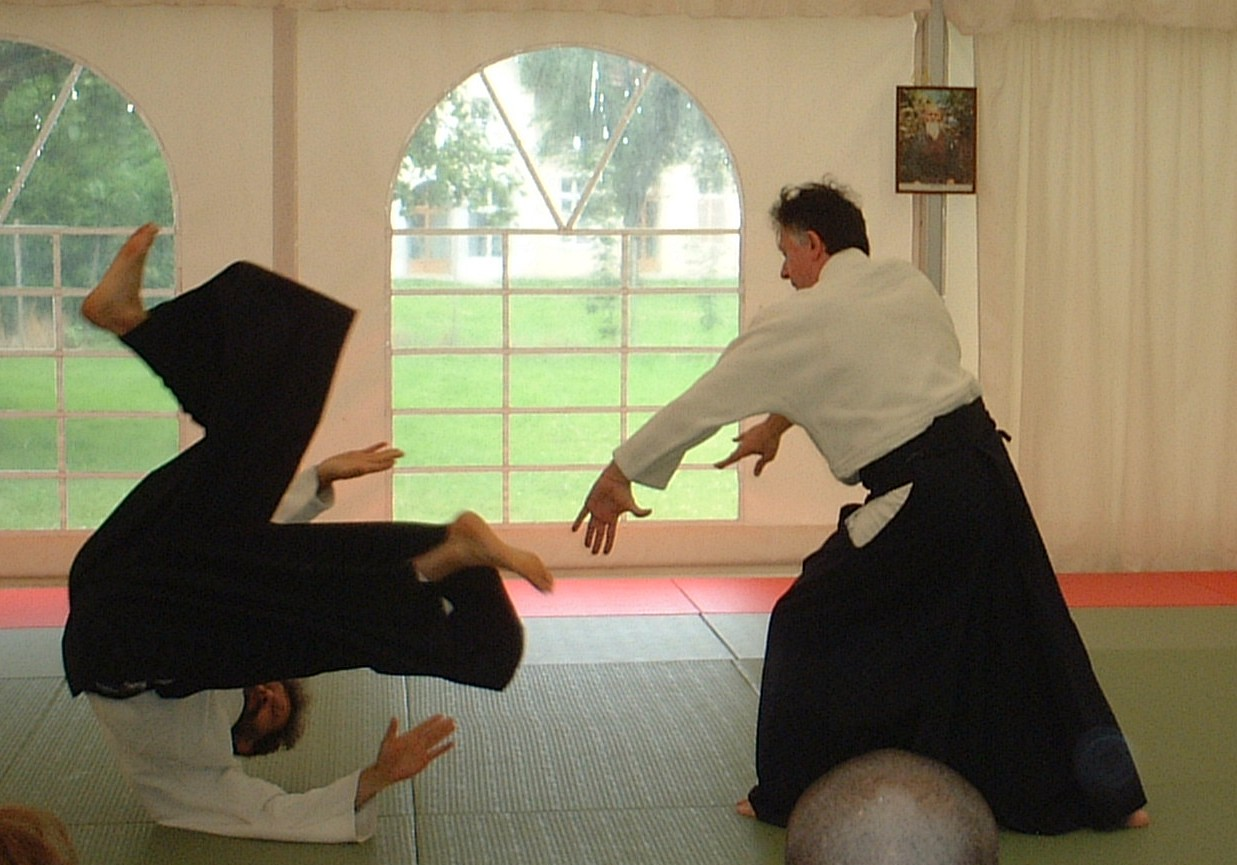
Aikido

Bất kỳ bộ môn võ thuật nào được tạo ra sau cuộc Minh Trị Duy tân năm 1868 đều được gọi là gendai budō. Koryu budō là các môn phái budo được thành lập trước năm 1868. Một số ví dụ của gendai budō là aikido, judo, karate và shorinji kempo. Nghệ thuật sumo Nhật Bản thường được định nghĩa là một gendai budō. Định nghĩa này ở đây không chính xác, vì sumo là một môn võ thuật cổ đại đã trở nên phổ biến và được truyền thông bảo chứng trong thời hiện đại.
Gendai budō có nguồn gốc từ koryū, các bộ môn võ thuật Nhật Bản truyền thống. Ví dụ, Kano Jigoro (嘉納 治五郎 Kanō Jigorō, 1860–1938) sáng lập judo một phần là một nỗ lực hệ thống hóa vô số truyền thống jujutsu tồn tại ở thời điểm đó. Kendo, tương tự, xuất phát từ nhiều trường phái kenjutsu đã phát triển qua nhiều thế kỷ.

## Tổ chức của hệ thống xếp hạng
Koryu không sử dụng hệ thống phân hạng kyu-dan phổ biến, tuy nhiên gendai budo thì có sử dụng hệ thống này.
Những kiểu phân hạng này được sử dụng thay thế cho các chứng chỉ khác nhau được trao trong koryū. Gendai budō cũng thường không có cùng lời tuyên thệ và nghi lễ mạnh mẽ như koryū, chẳng hạn như keppan ("lời thề máu"). Trong khi ở hầu hết các võ đường gendai budō, tất cả đều được hoan nghênh nếu họ tuân thủ các quy tắc hành xử cơ bản, các giảng viên koryū thường xuyên quan sát kỹ lưỡng các ứng viên. Mục đích chính của gendai budō là để phát triển tinh thần và trí óc, trong khi ứng dụng các kỹ thuật là mục đích thứ yếu.